# Regió de Brussel·les-Capital
La Regió de Brussel·les-Capital (francès: Région de Bruxelles-Capitale, neerlandès: Brussels Hoofdstedelijk Gewest) és una regió de Bèlgica, amb estatut de comunitat bilingüe (francès : 90% / neerlandès : 10%). És l'aglomeració urbana més gran de Bèlgica, la capital de la regió és la ciutat de Brussel·les, que ho és també del país, de Flandes i, de facto, de la Unió Europea. Brussel·les ha passat de ser una petita ciutat-fortalesa del segle x, fundada per un descendent de Carlemany, a una metròpoli de més d'un milió d'habitants, l'àrea metropolitana té una població de més d'1,8 milions de persones.
Des del final de la Segona Guerra Mundial, Brussel·les ha estat un centre de primer ordre de la política internacional. El fet de ser la seu de les principals institucions de la Unió Europea així com la seu de l'OTAN ha convertit la ciutat en un centre poliglota amb nombroses organitzacions internacionals, polítics, diplomàtics i funcionaris.
Tot i que Brussel·les fou històricament de parla neerlandesa entre els segles xix i xx s'ha produït un afrancesament progressiu i avui dia la majoria dels habitants són de parla francesa, malgrat que els dos idiomes són oficials. Les tensions lingüístiques es mantenen vives, i les lleis sobre la llengua dels municipis que envolten Brussel·les són un tema que genera molta controvèrsia a Bèlgica.

## Història
La teoria més estesa sobre el topònim de Brussel·les és que es deriva de l'antic neerlandès Broeksel o altres variants ortogràfiques, que significa pantà (Broek) i llar (sel), és a dir "casa al pantà". L'origen de l'assentament que esdevindria Brussel·les es troba en la construcció d'una capella a una illa del riu Zenne per Sant Gaugeric al voltant de l'any 580. El bisbe de Cambrai Vindicià d'Arras va fer la primera referència al lloc anomenat com a "Brosella" el 695 quan encara era tan sols un llogaret.
La fundació oficial de Brussel·les s'acostuma a situar al voltant de l'any 979, quan el duc Carles de Baixa Lotaríngia va traslladar les relíquies de Santa Gúdula des de Moorsel a la capella de Sant Gaugeric. Aquest duc també construiria la primera fortificació permanent a la vila, que encara era reclosa dins l'illa de Sant Gaugeric del riu Zenne.
El comte de Lovaina Lambert I va obtenir el Brussel·les al voltant de l'any 1000 en casar-se amb la filla del duc Carles fixant la seva residència a la ciutat. Gràcies a la seva ubicació a la vora del Zenne a una ruta comercial important que unia Bruges, Gant i Colònia, Brussel·les va créixer molt ràpidament i es va convertir en un centre comercial i la ciutat es van estendre ràpidament cap a la part més alta de l'illa (zones de la catedral, Coudenberg i Zavel), on hi havia un menor risc d'inundacions.
Quan la ciutat va assolir una població d'uns 30.000 habitants es va procedir a drenar els pantans dels voltants per permetre de continuar la seva expansió. Per aquella època (1183-1184) els comtes de Lovaina es van convertir en Ducs de Brabant. Enric I (1165 – 1235) va ser el primer duc de Brabant i durant el seu mandat la ciutat va aixecar la seva primera muralla. Després de la construcció de la primera muralla del segle xiii, la ciutat va créixer significativament. Per tal de permetre la continuïtat de l'expansió es va construir una segona muralla entre el 1356 i el 1383. Avui dia encara es poden veure restes, sobretot perquè el (Kleine Ring o "petit anell", una espècie de primer cinturó de ronda segueix el curs original d'aquesta muralla.
Al segle xv, per mitjà del casament de la comtessa de Lovaina Margarida III amb el duc de Borgonya Felip II, amb aquesta unió el nou duc de Brabant, el fill Antoni de Brabant, va ser el primer de la casa Valois. Maria de Borgonya (1457 - 1482) es va casar amb l'emperador Maximilià I el que posà fi a la independència de Brabant, però Brussel va florir com a capital dels Països Baixos dels Habsburg.
Carles V, va heretar els Països Baixos el 1506, quan només tenia 6 anys. La seva tieta Margarida d'Àustria (1480-1530) va exercir la regència fins a l'any 1515. Carles va ser declarat rei d'Espanya el 1516 a la Catedral de Santa Gúdula de Brussel·les. A la mort del seu avi, Maximilià I, el 1519, Carles es va convertir en el nou arxiduc de l'Imperi Habsburg i, per tant, emperador del Sacre Imperi Romanogermànic. Carles V va abdicar el 1555 al palau de Coudenberg de Brussel·les, que s'havia expandit enormement des que s'havia convertit en la seu dels Ducs de Brabant. El palau va ser destruït per un incendi el 1731.

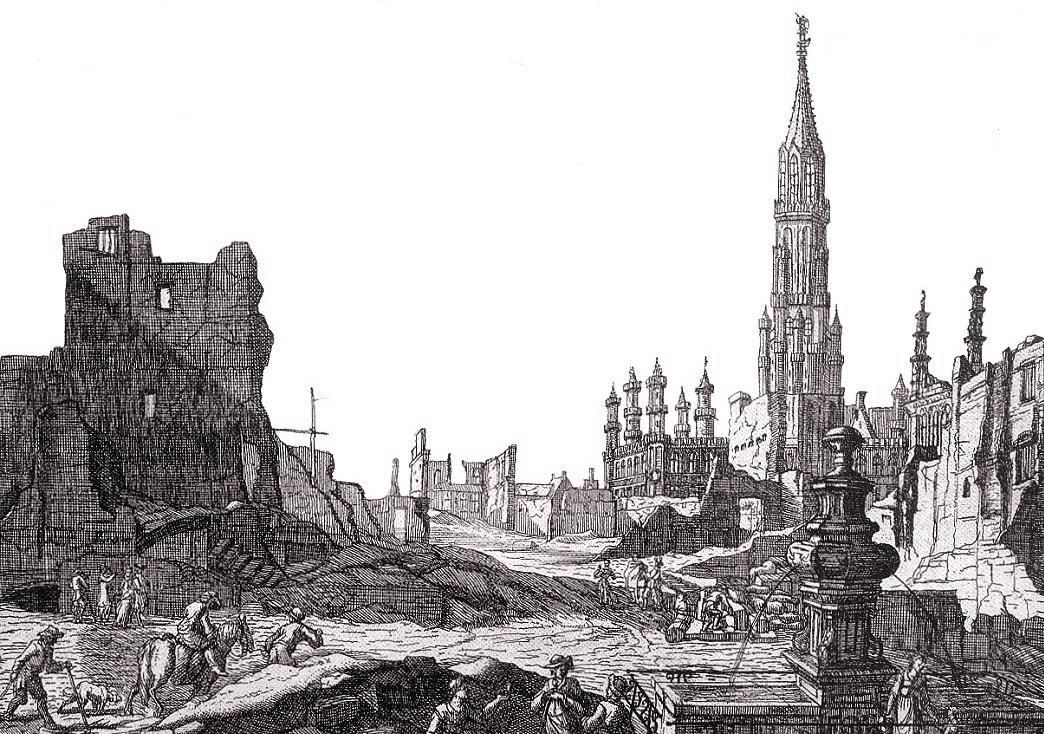
Gravat mostrat l'estat de la Grand Place de Brussel·les després del bombardeig del 1695

El 1695, les tropes franceses enviades pel rei Lluís XIV van bombardejar Brussel·les amb artilleria. Això juntament amb els focs que es van produir va constituir que sigui l'esdeveniment més destructiu de tota la història de la ciutat. La Grand Place va ser destruïda junt amb 4.000 edificis, un terç dels de la ciutat. La reconstrucció del centre de la ciutat que es va efectuar durant els anys següents va canviar profundament la seva fisonomia i va deixar nombroses empremtes encara visibles avui en dia. Durant la Guerra de Successió Austríaca la ciutat va ser assetjada i capturada per França el 1746, però va ser retornat a Àustria tres anys després.
El 1830, la Revolució belga va tenir lloc a Brussel·les després d'una funció de l'òpera de Daniel-François Esprit Auber La Muette de Portici al teatre de La Monnaie. El 21 de juliol del 1831, Leopold I, el primer rei dels belgues, va pujar al tron, prenent el compromís de derruir les muralles de la ciutat i la construcció de molts edificis. Després de la independència, la ciutat va patir molts canvis, el Zenne s'havia convertit en un greu perills per a la salut, i entre els anys 1867 i 1871 es va procedir a cobrir tot el seu curs a través de la ciutat, això va permetre a renovació urbana i la construcció d'edificis moderns i els bulevards característics del centre de Brussel·les.
Durant el segle xx la ciutat ha acollit diferents fires i conferències internacionals, com per exemple el cinquè Congrés Solvay el 1927 (Disset dels vint-i-nou assistents eren o esdevindrien guanyadors del Premi Nobel) i dues fires mundials: l'Exposició Internacional del 1935 i l'Expo '58. Brussel·les va patir danys durant la Segona Guerra Mundial, encara que va ser menors en comparació amb altres ciutats d'Alemanya o el Regne Unit.
La Regió de Brussel·les-Capital es va crear el 18 de juny del 1989, després de la reforma constitucional del 1970. La Regió de Brussel·les-Capital va ser considerada bilingüe, i és una de les tres regions federals Bèlgica, juntament amb Flandes i Valònia.

## Municipis

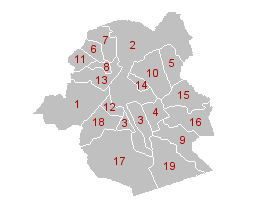
Els 19 municipis de la Regió de Brussel·les-Capital

Els dinou municipis de la Regió de Brussel·les Capital són subdivisions polítiques amb responsabilitats sobre la gestió dels impostos a escala local i el manteniment d'escoles i carrers dins de les seves fronteres. L'administració municipal està encapçalada per un batlle i hi ha un consell i un executiu.
Els dinou municipis de la regió són (entre parèntesis hi ha el codi postal):
1. Anderlecht (1070)
2. Brussel·les (1000, 1020, 1120, 1130, 1040, 1050)
3. Ixelles (1050)
4. Etterbeek (1040)
5. Evere (1140)
6. Ganshoren (1083)
7. Jette (1090)
8. Koekelberg (1081)
9. Auderghem (1160)
10. Schaerbeek (1030)
11. Berchem-Sainte-Agathe (1082)
12. Saint-Gilles (1060)
13. Molenbeek-Saint-Jean (1080)
14. Saint-Josse-ten-Noode (1210)
15. Woluwe-Saint-Lambert (1200)
16. Woluwe-Saint-Pierre (1150)
17. Uccle (1180)
18. Vorst/Forest (1190)
19. Watermael-Boitsfort (1170)

## Govern

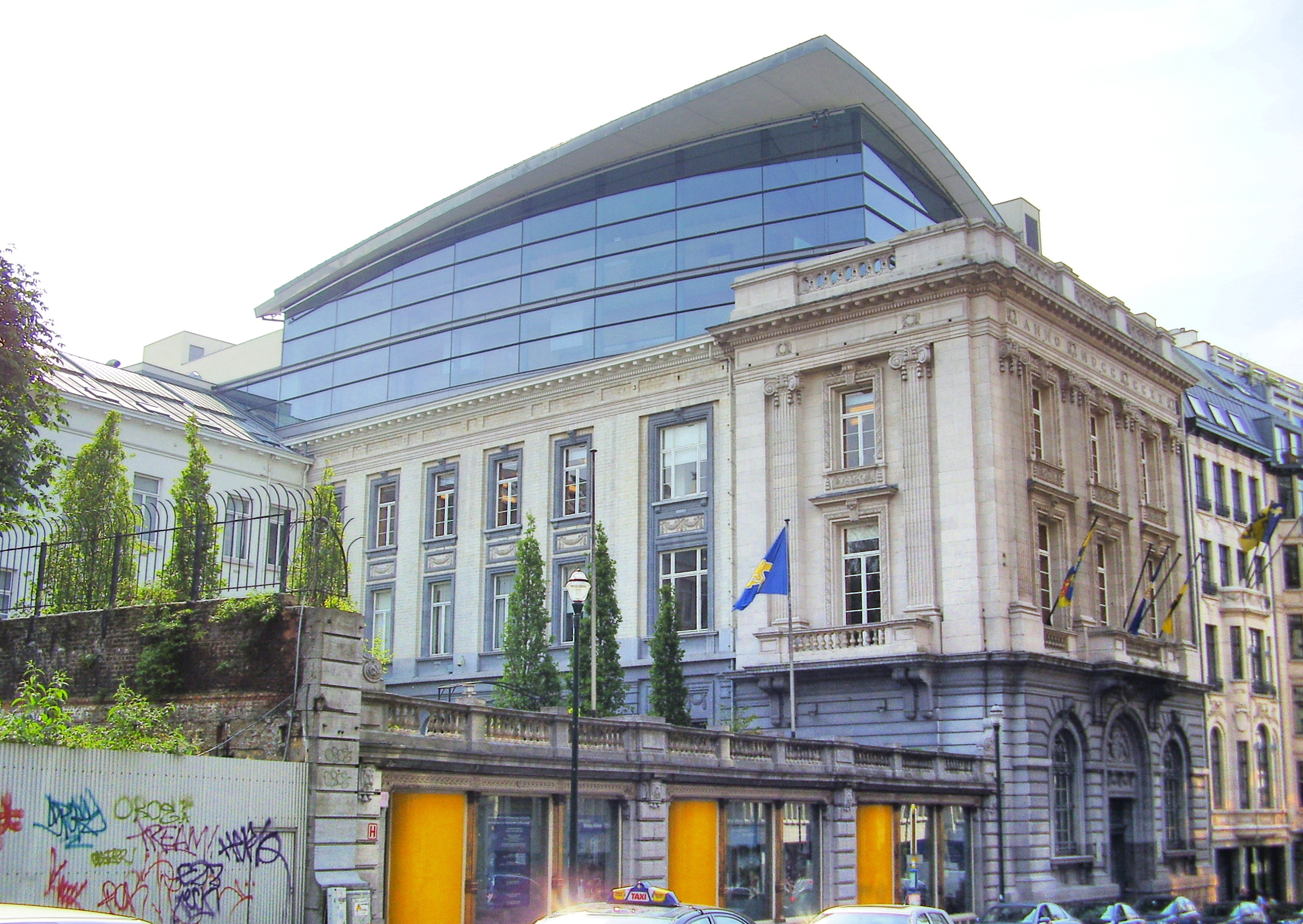
Seu del Parlament de la regió de Brussel·les-Capital

La Regió de Brussel·les-Capital és una de les tres regions de Bèlgica, al capdavant de la regió hi ha un govern elegit cada cinc anys. La Comunitat Francesa i la Comunitat Flamenca exerceixen, cadascuna per separat, les seves competències culturals en el territori de la regió. Francès i neerlandès són els idiomes oficials, la majoria dels serveis públics són bilingües (amb algunes excepcions com l'educació).
La regió compta amb un parlament de 89 membres i els partits s'organitzen sobre una base lingüística). El govern regional és encapçalat teòricament per un ministre-president lingüísticament neutre, però a la pràctica és de parla francesa, i hi ha dos ministres de llengua francesa i dos ministres de llengua neerlandesa, un secretari d'estat de llengua neerlandesa i dos més de llengua francesa.

## Demografia
El gener del 2017, la regió tenia 1.191.604 habitants per a 161.382 km² amb una densitat de 7.383,74 habitants per km².
| Població per origen nacional el 1991 (darrer cens a Bèlgica) Belgium)                                                                       | Població per origen nacional el 1991 (darrer cens a Bèlgica) Belgium) | Població per origen nacional el 1991 (darrer cens a Bèlgica) Belgium) |
| --- | --------------------------------------------------------------------- | --------------------------------------------------------------------- |
| Belgues nascuts a Bèlgica (i altres nascuts a Bèlgica)                                                                                      | 607.446                                                               | 63,7%                                                                 |
| Belgues nascuts a l'estranger (i nascuts a Bèlgica) inclosos: República Democràtica del Congo, Ruanda i Burundi (antigues colònies belgues) | 21.028 8.116                                                          | 2,2% (100%) 38,6%                                                     |
| Emigrants naturalitzats (no nascuts a Bèlgica, no belgues) inclosos: França Marroc                                                          | 36.938 6.348 3.022                                                    | 3,9% (100%) 17,2% 8,2%                                                |
| Naturalitzats de 1a i 2a generació (nascuts a Bèlgica, no belgues) inclosos: França Marroc                                                  | 17.045 2.757 2.522                                                    | 1,8% (100%) 16,2% 14,8%                                               |
| No-naturalitzats de 1a i 2a generació inclosos: Marroc                                                                                      | 87.987 37.300                                                         | 9,2% (100%) 42,4%                                                     |
| Antics immigrants (nascuts a fora i estrangers vivint a Bèlgica abans del 1986) inclosos: Marroc Itàlia                                     | 123.411 35.138 16.027                                                 | 12,9% (100%) 28,5% 13%                                                |
| Immigrants recents (nascuts a fora i estrangers vivint a Bèlgica després del 1986) inclosos: França Marroc                                  | 60.185 8.513 4.970                                                    | 6,3% (100%) 14,1% 8,3%                                                |
| Total de la Regió Brussel·les-Capital | 954.040                                                               | 100%                                                                  |

Segons el cens de Bèlgica del 1991, hi havia un 63,7% dels habitants de la regió de Brussel·les-Capital que va contestar que eren ciutadans belgues, havien nascut com a tals a Bèlgica. No obstant això, hi ha hagut nombroses migracions individuals o familiars cap Brussel·les des de finals del segle xviii, inclosos refugiats polítics (Karl Marx, Víctor Hugo, Pierre-Joseph Proudhon o Léon Daudet per exemple) de països veïns o de més allunyats, així com a mà d'obra, antics estudiants estrangers o expatriats, i moltes famílies belgues de Brussel·les, compten com a mínim amb un avi estranger. I fins i tot entre els belgues, molts es van convertir en begues recentment.
El dialecte original neerlandès de Brussel·les és una forma de brabançó (la variant del neerlandès parlat a l'antic Ducat de Brabant) amb un nombre significatiu dels préstecs del francès, i encara sobreviu entre una minoria d'habitants anomenats Brusseleers, molts d'ells bi o multilingües, o educats en francès i desconeixedors de l'escriptura del neerlandès. Brussel·les i els seus suburbis han evolucionat de ser una ciutat de parla dialectal neerlandesa vers una ciutat principalment de parla francesa, i els 35 municipis dels afores de Brussel·les són cada cop més poblats per francòfons que surten de la ciutat i voten pels polítics francòfons a Brussel·les, i els partits flamencs s'oposen a l'excepció i demanen l'aplicació estricta de l'apartheid lingüístic, mentre que els polítics francòfons pressionen per crear un nou corredor de territori francòfon des de Brussel·les passant per Flandes circumdant fins a Valònia al sud.
La identificació personal dels habitants amb una ètnia i nació varia molt en funció dels orígens de la 
població. Per als parlants francesos o Bruxellois, pot variar des de considerar-se belgues, belgues francòfons, Bruxellois o valons (especialment en el cas de les persones que van emigrar de la regió de Valònia en l'edat adulta). En el cas dels flamencs que viuen a Brussel·les es consideren majoritàriament flamencs o Brusselaars i sovint tots dos. En el cas dels Brusseleers, es consideren simplement part de Brussel·les. En el cas dels nombrosos immigrants recents procedents d'altres països, la seva identificació inclou els seus orígens nacionals: la gent tendeix a anomenar-se marroquins o turcs.
Els dos principals grups estrangers provenen de dos estats francòfons: França i Marroc. La primera llengua de gairebé la meitat dels habitants no és una llengua oficial de la regió. No obstant això, aproximadament tres de cada quatre residents tenen la nacionalitat belga.
En general la població de Brussel·les és jove i la bretxa entre rics i pobres és més àmplia. La ciutat també té una gran concentració de musulmans, majoritàriament d'ascendència turca i marroquina, i sobretot africans negres de parla francesa. Bèlgica no recopila estadístiques per origen ètnic, per això les xifres exactes són desconegudes, però una estimació situaria el nombre de musulmans a Brussel·les en el 15% de la població.

## Clima
Segons la classificació climàtica de Köppen, el clima de la regió de Brussel·les és un clima temperat oceànic, (Cfb), com tot el conjunt de la part occidental de Bèlgica, gràcies a la influència que exerceix la proximitat de l'oceà Atlàntic i del corrent del Golf que regula el clima gràcies a la inèrcia calorífica de les seves aigües. El clima pot ser influenciat per vents humits i suaus procedents de l'oceà, però també per d'altres de secs (calents a l'estiu i freds a l'hivern) procedents de l'interior del continent europeu. De mitjana (calculada sobre un període cobrint els 100 darrers anys), s'observen uns 200 dies de pluja per any a la regió de Brussel·les. La neu no és massa habitual, acostuma a caure un parell de dies a l'any.
| Mes                                | Gen | Feb | Mar | Abr  | Mai  | Jun  | Jul  | Ago  | Set  | Oct  | Nov | Dec | Any      |
| ---------------------------------- | --- | --- | --- | ---- | ---- | ---- | ---- | ---- | ---- | ---- | --- | --- | -------- |
| Temperatures mínimes mitjanes (°C) | 0,7 | 0,6 | 2,9 | 4,8  | 8,9  | 11,5 | 13,6 | 13,3 | 10,8 | 7,6  | 3,7 | 2,0 | 6,7      |
| Temperatures mitjanes (°C)         | 3,1 | 3,5 | 6,3 | 8,9  | 13,2 | 15,6 | 17,7 | 17,7 | 14,5 | 10,6 | 6,2 | 4,1 | 10,1     |
| Temperatures màximes mitjanes (°C) | 5,6 | 6,4 | 9,9 | 13,2 | 17,7 | 20,0 | 22,3 | 22,5 | 18,7 | 14,4 | 9,1 | 6,5 | 13,9     |
| Precipitacions mitjanes (mm)       | 71  | 53  | 73  | 54   | 70   | 78   | 69   | 64   | 63   | 68   | 79  | 79  | 821 (68) |

## Personatges il·lustres
- Jean Absil, compositor belga (1893-1974)
- Chantal Akerman (1950-), cineasta
- Jacques Brel (1929-1978), cantant, actor i realitzador
- Lara Fabian (1970-), cantant
- André Franquin (1924-1997), dibuixant de còmics
- Michel de Ghelderode (1898-1962), autor dramàtic
- Hergé (Georges Rémi) (1907-1983), dibuixant de còmics (Les aventures de Tintín)
- Edgard Félix Pierre Jacobs (1904-1987), dibuixant de còmics
- Victor Horta (1861-1947), arquitecte de l'art nouveau (encara que nascut a Gant va morir a Brussel·les, on deixà l'essencial de les seves obres).
- Claude Levi-Strauss (1908-) antropòleg, etnòleg
- Jacky Ickx (1945-), pilot d'automòbil
- Amélie Nothomb (1967-), escriptora (nascuda al Japó)
- Peyo (pseudònim de Pierre Culliford) (1928-1992), dibuixant de còmics
- Pierre Rapsat (1948-2002), cantant
- José van Dam (1940-), cantant baix
- Jean-Claude Van Damme (1960-), actor